# Listă de noțiuni care poartă numele lui Leibniz
Gottfried Wilhelm Leibniz a fost un prolific matematician, motiv pentru care numeroase concepte și instituții îi poartă numele:
- Algebră Leibniz, un model de structură algebrică;
- Formula Leibniz-Newton:

{\displaystyle \int _{a}^{b}f(x)\,\mathrm {d} x=F(b)-F(a),}
care este partea a doua a teoremei fundamentale a calculului integral;
- Formula lui Leibniz pentru π;
- Universitatea Gottfried Wilhelm Leibniz, universitate din Hanovra;
- Premiul Gottfried Wilhelm Leibniz, un premiu german dedicat cercetării științifice.
- Triunghiul armonic al lui Leibnitz, un tablou triunghiular cu fracții unitare.